# Zàpadni (Romaixki)
|  | Per a altres significats, vegeu «Zàpadni». |

Zàpadni - Западный (rus) - és un khútor del krai de Krasnodar, a Rússia. Es troba a la vora del riu Sossika, tributari del Ieia. És a 10 km al nord-oest de Leningràdskaia i a 152 km al nord de Krasnodar.
Pertany a aquest khútor el khútor de Romaixki.